# Nožoribe
Nožoribe (lat. Gymnotiformes), red riba iz razreda zrakoperki (Actinopterygii) ili pravih koštunjača (Teleostei). Sastoji se od pet porodica, čiji predstavnici  nastanjuju, slatku (Apteronotidae, Gymnotidae, Hypopomidae, Rhamphichthyidae, Sternopygidae) i bočatu vodu (Hypopomidae).

## Porodice
1. Apteronotidae  Jordan, 1923, nožoribe
2. Gymnotidae  Rafinesque, 1815, gololeđe nožoribe
3. Hypopomidae  Eigenmann, 1912, tuponose nožoribe
4. Rhamphichthyidae  Regan, 1911, 	pješčane nožoribe
5. Sternopygidae  Cope, 1871, staklaste nožoribe

## Vanjske poveznice
|  | Zajednički poslužitelj ima još gradiva o temi Gymnotiformes |
|  | Wikivrste imaju podatke o taksonu Gymnotiformes             |